# Junção PN
Uma junção P-N é produzida quando dois semicondutores do tipo P e do tipo N são ligados de forma que se mantenha a continuidade do reticulado cristalino. Ou seja, não basta apenas colocar em contato íntimo os tipos de semicondutores, pois além da presença de impurezas e defeitos nas superfícies, existem também filmes de óxidos que cobrem essas superfícies, mudando totalmente a interface dos semicondutores.
O diodo de junção é um elemento básico para quase todos os dispositivos semicondutores que usam uma junção P-N.
A maioria dos dispositivos semicondutores usados em componentes eletrônicos modernos utiliza junções P-N como sua estrutura fundamental.

## História

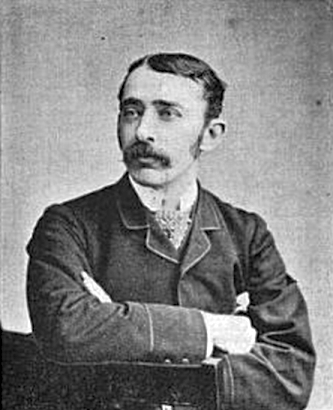
Foto de John Ambrose Fleming

Algumas décadas depois da criação do diodo de John Ambrose Fleming (1849 - 1945), o Engenheiro Russell Shoemaker Ohl (1898 - 1987), compreendeu que as diferenças causadas nos detectores de silício deviam-se a impurezas presentes no cristal, a partir disso ele utilizou um forno adequado para purificar mais o silício, seus resultados mostraram semelhanças em testes de retificação. Entretanto, alguns obtiveram resultados opostos, que foram classificados em dois tipos de silício. Diante dessa descoberta, Ohl foi capaz de fabricar bastões com bordas de silício de diferentes tipos para fabricar o primeiro diodo de junção, e também foi capaz de criar o diodo fotodetector, após perceber que o aparelho era sensível à luz.
O diodo de junção representou um grande avanço para eletrônica, a junção P-N, e foi fundamental não apenas para o diodo como também para o desenvolvimento de diversos dispositivos eletrônicos.

## Processos de produção da junção P-N
Existem vários processos que garantem a continuidade cristalina entre os lados P e N de uma junção. Os principais são:
- Processo de liga: neste método um metal trivalente como o índio é colocado sobre uma pastilha de semicondutor (germânio) do tipo N e aquecido até 600 °C. Nesta temperatura o índio funde-se e dissolve-se no germânio. Quando um resfriamento lento é feito, o germânio contendo impurezas de índio começa a se precipitar, cristalizando-se na mesma orientação do cristal do substrato. Porém, diferentemente do substrato (que era do tipo N), a nova região formada é do tipo P (em função do índio). Na interface entre o substrato não dissolvido e a região recentemente cristalizada surge uma junção P-N muito bem definida ou abrupta.
- Processo de difusão: neste método a junção é formada pela difusão de uma impureza (por exemplo aceitadora) na forma gasosa ou líquida para dentro de um substrato semicondutor (por exemplo doador do tipo N). Quando os átomos da impureza aceitadora penetram o interior do semicondutor, forma-se primeiramente uma região chamada de intrínseca (onde há uma compensação das impurezas doadoras do substrato). À medida que as impurezas vão se acumulando, esta parte do semicondutor vai se tornando do tipo P. A profundidade desta região depende do tempo e da temperatura na qual ocorre a difusão. A interface entre a parte do semicondutor tornada P e a parte N do substrato que permaneceu não contaminada forma a junção P-N, que é do tipo gradual.

## Barreira interna de potencial

Junção P-N onde nota-se a formação da barreira de potencial após a difusão das cargas.

Quando a junção é formada, ocorre uma difusão de elétrons do cristal tipo N ao P e dos buracos (ou lacunas) do cristal tipo P ao N. Portanto, o material do tipo N que era inicialmente neutro, começa a ficar com uma deficiência de elétrons e consequentemente com carga positiva. O mesmo raciocínio vale para o lado P da junção, que começa a ficar com carga negativa. À medida que progride o processo de difusão, a zona de carga espacial vai aumentando sua largura aprofundando-se nos cristais em ambos os lados da junção. A acumulação de íons positivos na zona N e de íons negativos na zona P cria um campo elétrico (E) que atuará sobre os elétrons livres da zona N e sobre os buracos da zona P com uma determinada força que se oporá à corrente de difusão até que um equilíbrio seja atingido.
A região que contém esse átomos ionizados e, portanto, desprovida de cargas livres é chamada de região de depleção.
A tensão associada a esse campo é chamada de barreira de potencial.
Essa diferença de potencial está em torno de 0,6 V no caso do silício e 0,3 V se os cristais são de germânio.

## Polarização direta da junção P-N

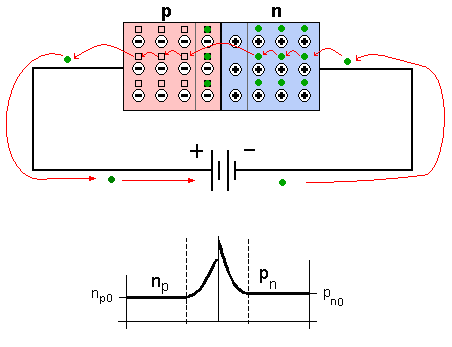
Polarização direta da junção P-N.

Para que um diodo esteja polarizado diretamente, é necessário conectar o polo positivo de uma bateria ao anodo (zona P) do diodo e o polo negativo ao catodo (zona N). Nestas condições podemos observar que:
- O polo negativo da bateria repele os elétrons livres do cristal N, de maneira que estes elétrons se dirigem à junção P-N.
- O polo positivo da bateria atrai os elétrons de valência do cristal P, isto é equivalente a dizer que empurra as lacunas para a junção P-N.
- Quando a diferença de potencial entre os bornes da bateria é maior que a diferença de potencial na zona de carga espacial P, os elétron livres do cristal N, adquirem a energia suficiente para saltar até as lacunas do cristal P, as quais previamente foram deslocadas para a junção P-N.
- Uma vez que um elétron livre da zona N salta à zona P atravessando a zona de carga espacial, cai em uma das muitas lacunas da zona P convertendo-se em elétron de valência. Uma vez que isto ocorre o elétron é atraído pelo polo positivo da bateria e se desloca de átomo em átomo até chegar ao final do cristal P, através do qual introduz-se no fio condutor e chega à bateria.

Neste caso, a bateria diminui a barreira de potencial da zona de carga espacial (cedendo elétrons livres à zona N e atraindo elétrons de valência da zona P), permitindo a passagem da corrente de elétrons através da junção; isto é, o diodo polarizado diretamente conduz a eletricidade.

## Polarização inversa da junção P-N

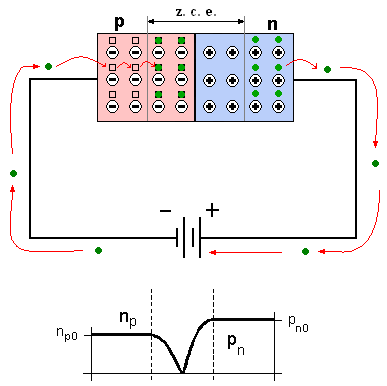
Polarização inversa da junção P-N.

Na polarização inversa, o polo negativo da bateria é conectado à zona P e o polo positivo à zona N, o que faz aumentar a zona de carga espacial, e a tensão nesta zona até que se alcance o valor da tensão da bateria.
- O polo positivo da bateria atrai os elétrons livres da zona N, os quais saem do cristal N e se introduzem no condutor no qual se deslocam até chegar à bateria. A medida que os elétrons livres abandonam a zona N, os átomos pentavalentes que antes eram neutros, ao verem-se desprendidos de seus elétrons no orbital de condução, adquirem estabilidade (8 elétrons na camada de valência, ver semicondutor e átomo) e uma carga elétrica líquida de +1, o que os faz converterem-se em íons positivos.
- O polo negativo da bateria cede elétrons livres aos átomos trivalentes da zona P. Recordemos que estes átomos só têm três elétrons de valência, e uma vez que tenham formado as ligações covalentes com os átomos de silício, têm somente 7 elétrons de valência, sendo o elétrons que falta denominado lacuna Acontece que quando estes elétrons livres cedidos pela bateria entram na zona P, caem dentro destas lacunas com o que os átomos trivalentes adquirem estabilidade (8 elétrons em seu orbital de valência) e uma carga elétrica líquida de -1, convertendo-se assim em íons negativos.
- Este processo se repete e de novo até que a zona de carga espacial adquire o mesmo potencial elétrico da bateria.

Nesta situação, o diodo não deveria conduzir a corrente; não obstante, devido ao efeito da temperatura formam-se os pares elétron-lacuna em ambos os lados da junção produzindo-se uma pequena corrente (da ordem de 1μA) denominada corrente inversa de saturação. Além disso existe também uma corrente denominada corrente superficial de fugas a qual, como o próprio nome indica, conduz uma pequena corrente pela superfície do diodo; já que na superfície, os átomos de silício não estão rodeados de suficientes átomos para realizar as quatro ligações covalentes necessárias para obter estabilidade. Este faz com que os átomos da superfície do diodo, tanto da zona N como da P, tenham lacunas em seus orbitais de valência e por isto os elétrons circulam sem dificuldade através deles. Não obstante, assim como a corrente inversa de saturação, a corrente superficial de fugas é desprezível.